# Werner Schneider (Fußballspieler, 1915)
Werner Schneider (* 4. Februar 1915; † 25. Januar 1997) war ein deutscher Fußballspieler. 

## Spielerkarriere
Der aus der eigenen Jugend von Hertha BSC stammende Werner Schneider gab sein Debüt für die erste Mannschaft am letzten Spieltag der Saison 1933/34. Im für beide Seiten belanglosen Spiel zwischen SC Minerva 93 und Hertha kam es zu einem 5:5, wobei insbesondere Alfred Stahr mit vier Treffern auf sich aufmerksam machte.
In der Saison 1934/35 wurde Werner Schneider dann zum Stammspieler. Nachdem der Mittelfeldspieler in den ersten drei Partien nicht zum Einsatz gekommen war, stand er in den restlichen 17 Spielen jeweils 90 Minuten auf dem Platz. Auch wenn ihm kein Treffer gelang, hatte Schneider großen Anteil am Gewinn der Gaumeisterschaft. Dadurch erreichten die Berliner die Endrunde um die Deutsche Meisterschaft. Da Hertha die beiden letzten Partien gegen PSV Chemnitz (1:2) und Vorwärts-Rasensport Gleiwitz (1:2) verlor, verpassten die Blau-Weißen als Gruppenzweiter den Einzug ins Halbfinale.
1935/36 verfehlte Hertha als Dritter des Endklassements die Titelverteidigung. Auch Werner Schneiders sieben Tore in 13 Partien konnten nicht verhindern, dass die beiden letzten Spiele gegen Tennis Borussia (1:3) und SC Nowawes 03 (0:2) verloren gingen und man sich deswegen mit je einem Punkt Rückstand auf den Berliner SV 92 und Minerva auf Platz drei einordnete.
Angeführt von einem überragenden Gerhard Schulz, dem 16 Tore in 15 Einsätzen gelangen, gewann Hertha 1936/37 zum zweiten Mal die Gaumeisterschaft. So qualifizierte sich die von Willi Knesebeck trainierte Mannschaft für die Endrunde um die Deutsche Meisterschaft. Hinter dem späteren Meister FC Schalke 04 und Werder Bremen hatten die Hauptstädter jedoch keine Chance auf ein Weiterkommen.
1937/38 verpasste Schneiders Mannschaft dann aufgrund des schlechteren Torquotienten hinter dem Berliner SV die Gaumeisterschaft.
Auch in der folgenden Saison hatte Hertha Pech und verfehlte den Titelgewinn nur aufgrund des schlechteren Torverhältnisses gegenüber dem Überraschungsmeister Blau-Weiß 90.
Nachdem Schneider in den Jahren zuvor unumstrittener Stammspieler gewesen war, bestritt er im 1939/40 einmalig ausgetragenen Danzig-Pokal nur noch zwei Partien. In der anschließenden Kriegsmeisterschaft wurde Schneider von Trainer Hans Sauerwein dann siebenmal eingesetzt.
Schneider war Teil der Mannschaft, die im Oktober 1940 nach Bratislava reiste, um dort ein Freundschaftsspiel zur Einweihung des mit deutscher finanzieller Unterstützung errichteten Stadions gegen den S. K. Bratislava zu absolvieren.
1940/41 spielte Schneider mit 21 Partien hinter Hermann Hahn und Hans Uhlich (je 22 Spiele) am häufigsten. Am letzten Spieltag empfing Hertha als Spitzenreiter das punktgleiche TeBe. Aufgrund des besseren Torverhältnisses hätte Schneiders Verein ein Remis zur Meisterschaft gereicht. Trotz einer frühen Führung durch Fritz Balogh ging Hertha am Ende mit 2:8 förmlich unter.
In der Saison 1941/42 bestritt Werner Schneider nur noch acht Ligapartien.
Wie viele andere Männer auch wurde Schneider im Zweiten Weltkrieg von der Wehrmacht eingezogen. In den beiden darauffolgenden Spielzeiten kam er dadurch jeweils nur noch einmal während seines Fronturlaubs im Tschammer-Pokal zum Einsatz.
1945 floh Schneider mit seiner Familie nach Flensburg. Ende 1946 siedelten sie nach Lübeck über. Dort spielte Schneider für den LBV Phönix Lübeck und für die Stadtauswahl. Schneider beendete seine Karriere in der Altherrenmannschaft des LBV Phönix.

## Erfolge
- Gaumeister Berlin-Brandenburg: 1935, 1937, 1944